# Предполные классы
Предполный класс в теории булевых функций — замкнутый класс булевых функций, обладающий следующим свойством — замыкание объединения этого класса с любой булевой функцией, не принадлежащей ему, порождает все {\displaystyle P_{2}}. Множество предполных классов булевых функций исчерпывается списком:
- Класс {\displaystyle T_{0}} функций, сохраняющих константу 0:
{\displaystyle T_{0}=\left\{f(x_{1},\dots ,x_{n})|f(0,\dots ,0)=0\right\}}.
- Класс {\displaystyle T_{1}} функций, сохраняющих константу 1:
{\displaystyle T_{1}=\left\{f(x_{1},\dots ,x_{n})|f(1,\dots ,1)=1\right\}}.
- Класс {\displaystyle S} самодвойственных функций:
{\displaystyle S=\left\{f(x_{1},\dots ,x_{n})|f({\overline {x_{1}}},\dots ,{\overline {x_{n}}})={\overline {f(x_{1},\dots ,x_{n})}}\right\}}.
- Класс {\displaystyle M} монотонных функций:
{\displaystyle M=\left\{f(x_{1},\dots ,x_{n})|\forall i(a_{i}\leq b_{i})\Rightarrow f(a_{1},\dots ,a_{n})\leq f(b_{1},\dots ,b_{n})\right\}}.
- Класс {\displaystyle L} линейных функций — представимых полиномом Жегалкина первой степени:
{\displaystyle L=\left\{f(x_{1},\dots ,x_{n})|f(x_{1},\dots ,x_{n})=a_{0}\oplus a_{1}x_{1}\oplus \dots \oplus a_{n}x_{n},a_{i}\in \{0,1\}\right\}}.

Также говорят о предполноте одного замкнутого класса в другом. Класс A предполон в классе B, если замыкание класса A с любой функцией, принадлежащей B, но не принадлежащей A, порождает класс B. Например, класс {\displaystyle M\cap T_{0}} предполон в классах {\displaystyle T_{0}} и {\displaystyle M}.
В многозначной логике предполные классы аналогично определяются как замкнутые классы, обладающие свойством — замыкание объединения этого класса с любой функцией из {\displaystyle P_{k}}, не принадлежащей ему, порождает все {\displaystyle P_{k}}. В случае k>2 структура предполных классов описывается теоремой Розенберга.